# Deadpool & Wolverine
Deadpool & Wolverine (en anglès i en italià; distribuida com a Deadpool y Lobezno a l'estat espanyol i Deadpool et Wolverine a l'estat francès) és una pel·lícula de superherois estatunidenca basada en els personatge de Marvel Comics Deadpool i Wolverine, produïda per Marvel Studios i Maximum Effort, i distribuïda per Walt Disney Studios Motion Pictures. És la pel·lícula número 37 de l'Univers cinematogràfic Marvel (MCU) i una seqüela de Deadpool (2016) i Deadpool 2 (2018). La pel·lícula està dirigida per Shawn Levy, que va escriure el guió amb Ryan Reynolds, Rhett Reese, Paul Wernick i Zeb Wells, i és protagonitzada per Reynolds (Wade Wilson/Deadpool) al costat de Hugh Jackman (Logan/Wolverine). Emma Corrin interpreta Cassandra Nova, la superdolenta de l'obra.

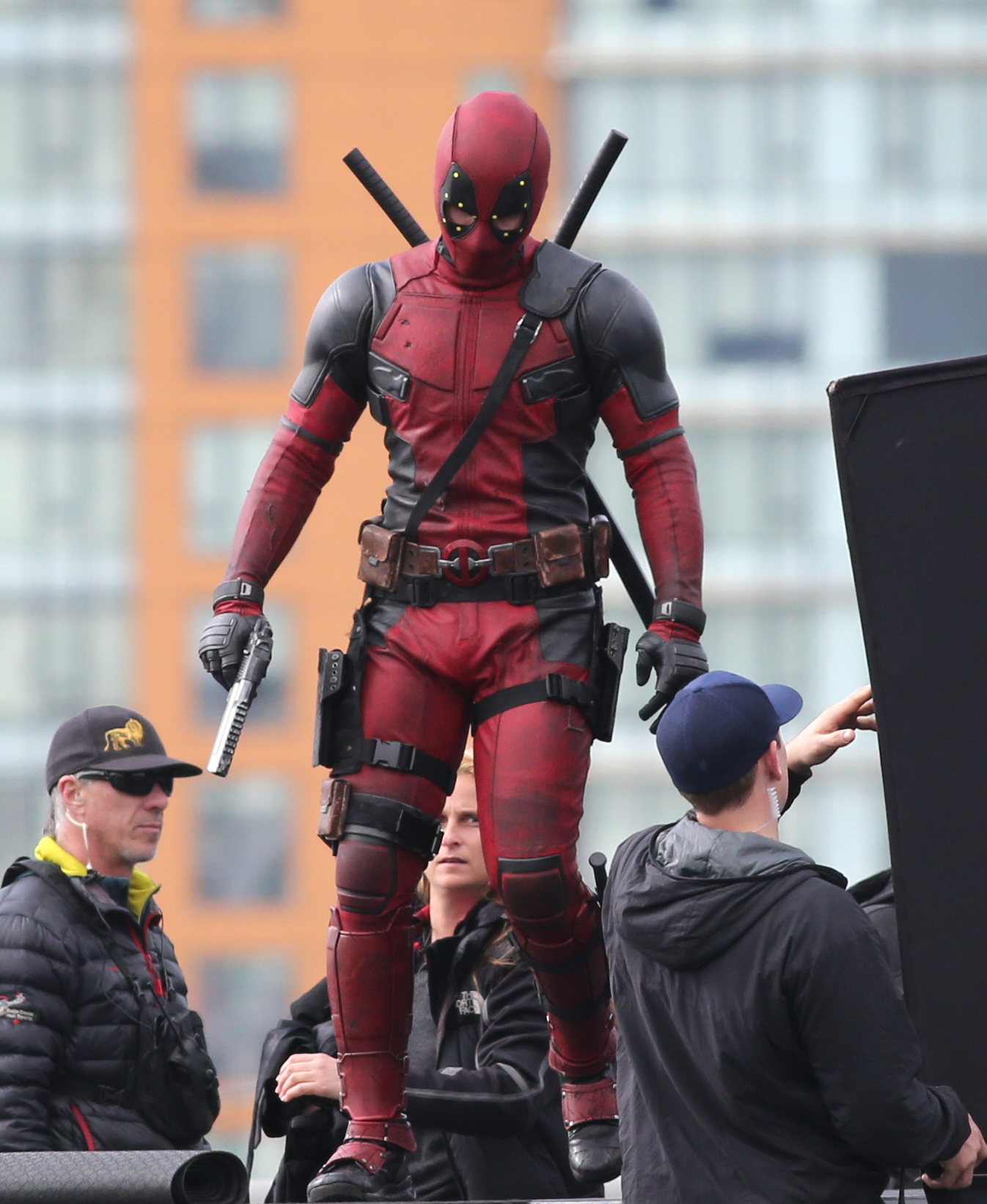
Deadpool

El desenvolupament d'una tercera pel·lícula de Deadpool va començar a la 20th Century Fox el novembre de 2016, però es va suspendre després que l'adquisició de la companyia per part de Disney es completés el març de 2019. Aleshores, el control del personatge es va donar a Marvel Studios, que va començar a desenvolupar una nova pel·lícula amb Reynolds. La pel·lícula integra Deadpool al multivers de l'MCU. Les germanes Molyneux s'hi van unir el novembre de 2020, i Reese i Wernick van tornar de les dues primeres pel·lícules per reescriure el guió el març de 2022, juntament amb la direcció de Levy.
L'equip creatiu va tenir dificultats per decidir-se per una història fins que Jackman va decidir repetir el seu paper de Wolverine de la sèrie de pel·lícules X-Men de Fox a l'agost de 2022. Diversos altres actors de les pel·lícules X-Men i altres produccions de Marvel també van tornar per al multivers de la pel·lícula, que serveix com un homenatge a les pel·lícules Marvel de Fox. El rodatge va començar el maig de 2023, tenint lloc a Pinewood Studios, Bovingdon Studios i Norfolk a Anglaterra, així com a Los Angeles. La producció es va suspendre al juliol a causa de la vaga SAG-AFTRA de 2023. El rodatge es va reprendre al novembre i la filmació va acabar el gener de 2024. El títol es va revelar un mes després. La banda sonora de la pel·lícula inclou una partitura original de Rob Simonsen i nombroses cançons existents, inclosa "Like a Prayer" de Madonna" per a seqüències clau. Deadpool & Wolverine és la primera pel·lícula de MCU amb la mateixa qualificació R, de les pel·lícules anteriors de Deadpool.
Es va estrenar el 22 de juliol de 2024 a Nova York, el 24 de juliol a la Catalunya del Nord i el 26 del mateix mes a la resta dels Països Catalans. És la primera pel·lícula de la Fase 5 de l'MCU.
El film ha rebut crítiques generalment positives del món de la crítica i ha recaptat 1.338 milions de dòlars a nivell mundial, convertint-se en la pel·lícula amb qualifiació R més taquillera de tots els temps, la segona més taquillera de 2024 i la vintena més taquillera de tots els temps. La pel·lícula ha rebut diferents reconeixements.

## Sinopsi

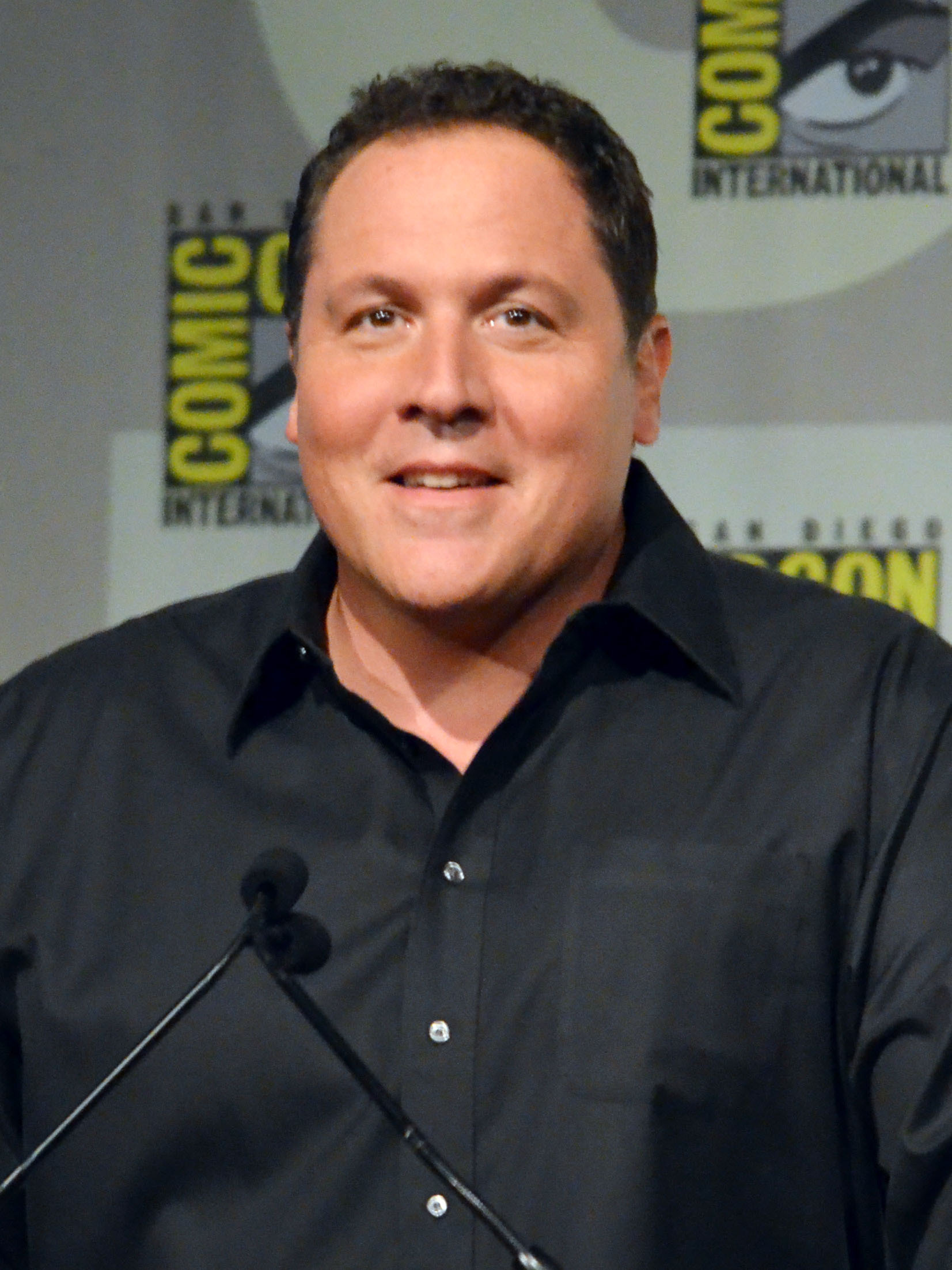
Jon Favreau, que interpreta Happy Hogan

El 2018, Wade Wilson/Deadpool utilitza el dispositiu de viatge en el temps de Cable per viatjar des de la seva línia de temps, la Terra-10005, a la Terra-616, la "Línia de temps sagrada", on es troba amb Happy Hogan, representant dels Venjadors per demanar-li si pot unir-se al grup de superherois; Happy però rebutja la seva candidatura.
Uns sis anys després, Wilson, que porta una perruca, ha abandonat la seva carrera de mercenari/superheroi per a treballar com a venedor de cotxes usats, juntament amb el seu amic Peter Wisdom, després de trencar amb la seva xicota Vanessa.
Mentre celebra el seu aniversari amb els seus amics i Vanessa, la Time Variance Authority (TVA) captura l'antiheroi i el duu davant Mr. Paradox, un cap de l'entitat temporal, que li ofereix d'estar-se a la Terra-616. Durant la conversa, Paradox revela que la línia de temps de Wilson s'està deteriorant com a conseqüència de la mort de Logan/Wolverine, que actuava com a "ésser àncora" d'aquesta realitat i permetia l'existència d'una línia temporal estable i intacta.
Per mor d'evitar la desaparició de la seva realitat, Wilson decideix de robar el TemPad de Paradox i comença aleshores a viatjar pel multivers cercant una variant de Logan que pugui estabilitzar i, doncs, salvar la seva línia temporal.

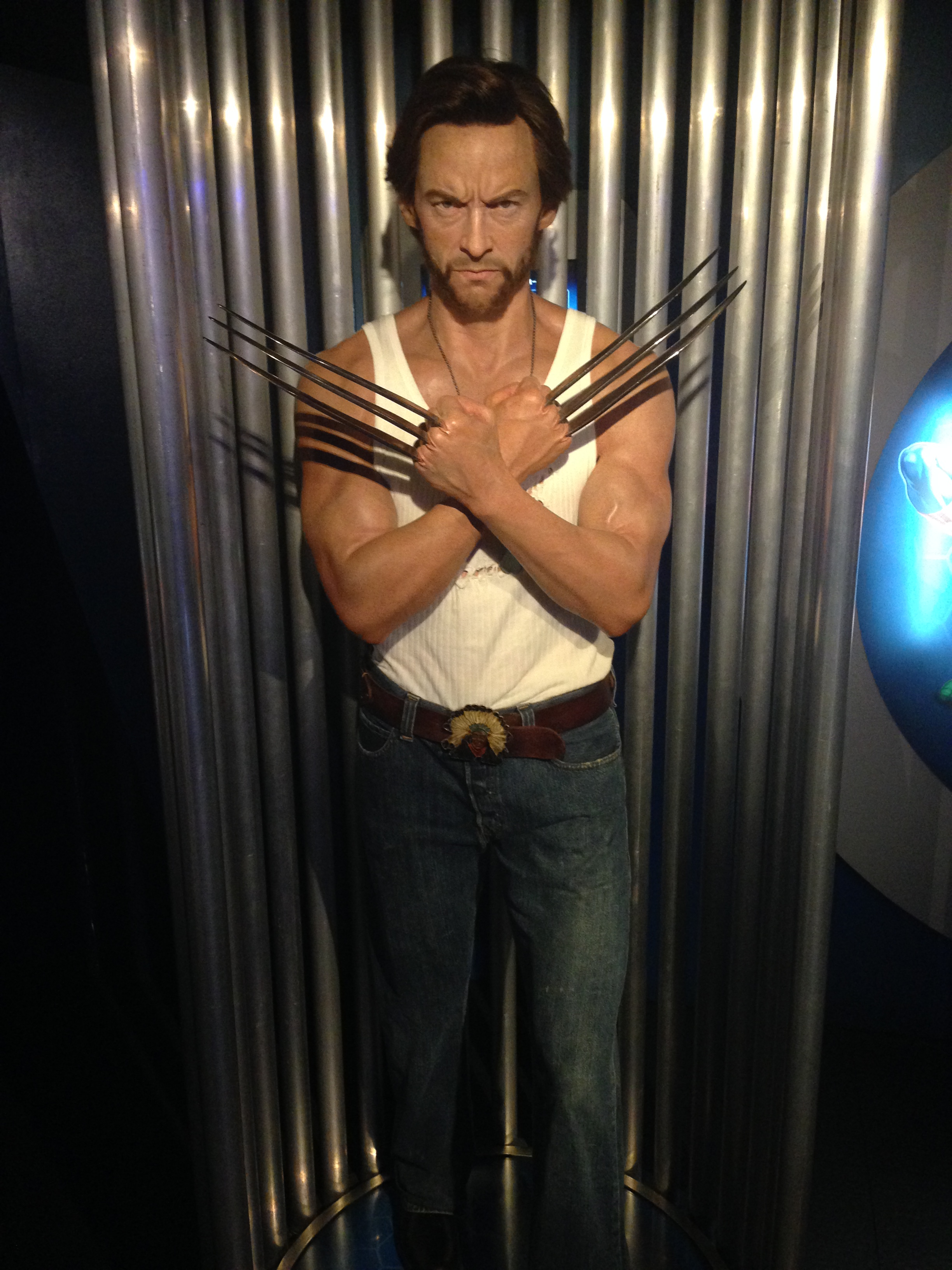
Figura de cera de Wolverine/Hugh Jackman

Després d'observar diverses variants de Logan, Wilson en tria una i la porta a la TVA on s'assabenta que aquest Logan en particular és considerat el pitjor Wolverine del multivers. Després d'una discussió, Paradox els persegueix tots dos a un indret desèrtic anomenat el Buit. Wilson i Logan es barallen i després, ells i una variant de Johnny Storm, acaben capturats i els porten davant Cassandra Nova, la germana bessona malèfica del líder dels X-Men, Charles Xavier. Nova demostra el seu poder per manipular les ments i explica llavors que la TVA ha acceptat deixar-la quedar al Buit com a líder del grup. Després d'uns comentaris despectius de Deadpool, la superdolenta mata la Torxa Humana. Poc després, Cassandra abandona Wilson i Logan perquè els devori l'Alioth, tot i que aconsegueixen escapar-se'n tots dos.
Al cap d'una estona d'haver fugit, Logan i Wade es troben amb Dogpool primer i una variant de Wade anomenada Nicepool, que els regala un cotxe. Amb aquest Honda Odyssey condueixen fins a les terres frontereres del Buit, on s'amaga la resistència contra Cassandra. Amb tot, els dos herois es barallen pel fet de no ser capaç d'arreglar la línia de temps d'en Logan, donant lloc a una brega sagnant que els deixa tots dos inconscients. Laura/X-23 els duu aleshores les terres frontereres, on es troben amb els membres de la resistènciaː Elektra Natchios, Blade, i Gambit. La resistència, que Deadpool bateja els "Altres", proposa una aliança amb ell i Wolverine. per combatre Cassandra. L'X-man tanmateix s'hi oposa i es nega a cooperar. Tot i això Logan cedeix al capdavall, després d'una conversa amb Laura sobre la seva incapacitat per salvar els X-Men al seu univers.
Wade, Logan i els Altres s'enfronten amb Cassandra i el seu grup, i al cap d'una batalla ferotge aconsegueixen bloquejar els seus poders posant-li el casc del Juggernaut al cap. Després de ser vulnerable la superdolenta és traïda i ferida per Pyro que treballa també per Paradox. Logan convenç en Wade de llevar-li el casc, permetent a Cassandra guarir i obrir un portal de tornada a la línia temporal de Deadpool.
En acabant d'arribar a la Terra-10005, Wade i Logan descobreixen que Paradox està utilitzant el "Time Ripper", un dispositiu que va desenvolupar d'amagat per destruir les línies temporals, i que vol utilitzar a la línia de temps de Wade, sense permís dels seus superiors. Cassandra Nova se n'assabenta ràpidament gràcies a Pyro abans d'executar-lo; arriba per un altre portal i segresta Paradox. Preveu de prendre el control del Time Ripper per destruir totes les línies de temps, tot conservant només el Buit, per venjar-se de la traïció de Paradox. Tot seguit, la bessona del Professor X convoca un exèrcit de variants de Deadpool per lluitar contra els superherois, però l'amic de Deadpool, Peter Wisdom, vestit com el mercenari-superheroi, els convenç a tots de retirar-se. Paradox fa saber llavors a Wade i Logan que es pot interrompre el flux d'energia del Time Ripper sacrificant-se. Utilitzant els seus cossos com a director dels fluxos, Wade i Logan consegueixen destruir la màquina, matant alhora Cassandra. Poc després, Paradox és arrestat per la Caçadora B-15, que dirigeix la TVA.

## Repartiment

### Els protagonistes principals
- Ryan Reynolds com a Wade Wilson / Deadpool.
- Hugh Jackman com a Logan / Wolverine.
- Emma Corrin com a Cassandra Nova:
Superdolenta de la pel·lícula i cap del grup de superdolents exiliats al Buit, la germana bessona de Charles Xavier, el Professor X fundador dels X-Men, té grans poders psiònics.
- La gosseta Peggy com a Dogpool.

### El cercle íntim de Wade/Deadpool
- Morena Baccarin com a Vanessa Carlysle:
 Antiga xicota de Wade Wilson amb qui torna a acostar-se quan s'acaba la pel·lícula.
- Rob Delaney com a Peter Wisdom:
 Membre de l'equip X-Force (present a Deadpool 2) que treballa juntament amb Wade com a venedor de cotxes.
- Karan Soni com a Dopinder:
 Taxista d'origen indi, admirador entusiasta de Deadpool (present a les dues pel·lícules anteriors).
- Leslie Uggams com a Blind Al.
- Shioli Kutsuna com a Yukio.
- Brianna Hildebrand com a Negasonic Teenage Warhead.
- Lewis Tan com a Shatterstar.

### Els superherois exiliats al Buit
- Chris Evans com a Johnny Storm, la Torxa Humana.
- Dafne Keen com a Laura/X-23.
- Jennifer Garner com a Elektra Natchios.
- Wesley Snipes com a Blade, el caçador de vampirs.
- Channing Tatum com a Gambit, un X-Man.

### Els superdolents liderats per Cassandra Nova
- Aaron Stanford com a Pyro.

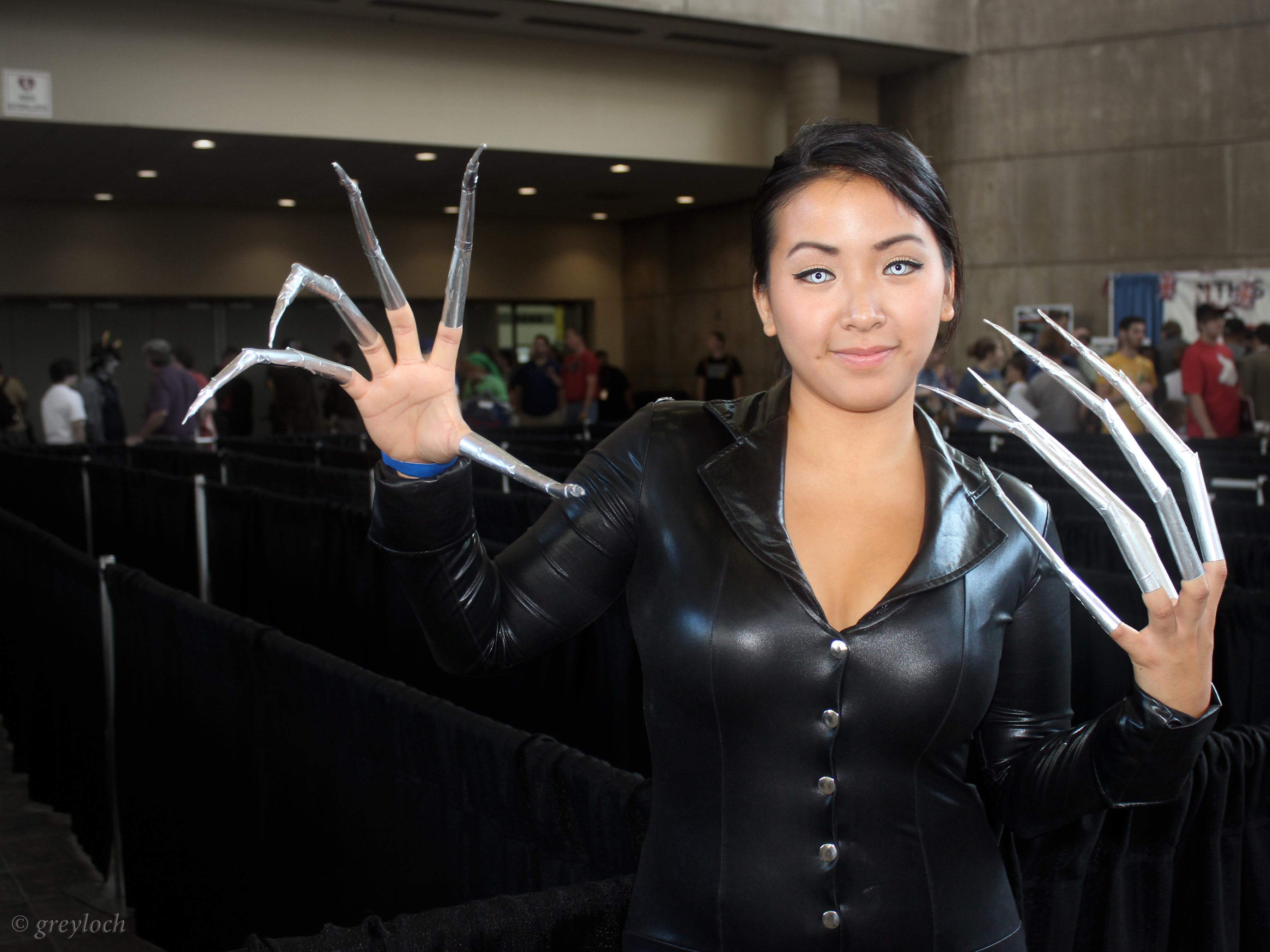
Artista de Cosplay imitant Lady Deathstrike

- Aaron W. Reed com a Juggernaut:
 Enemic acèrrim dels X-men i del seu líder, el Professor X, Cain Marko, germanastre de Charles Xavier, té una força sobrehumana i és gairebé invulnerable gràcies a la gemma de Cyttorak.
- Ray Park com a Toad.
- Tyler Mane com a Sabretooth:
 Enemic jurat de Wolverine, Victor Creed és un mutant psicòpata i criminal que té una gran força i poders semblants a un tigre. El lluitador canadenc ja havia interpretat el personatge a X-Men l'any 2000.
- Jason Flemyng com a Azazel.
- Kelly Hu com a Lady Deathstrike.
- Mike Waters com a Blob.
- Dania Ramirez com a Callisto.

### Les variants dimensionals de Deadpool/Deadpool Corps

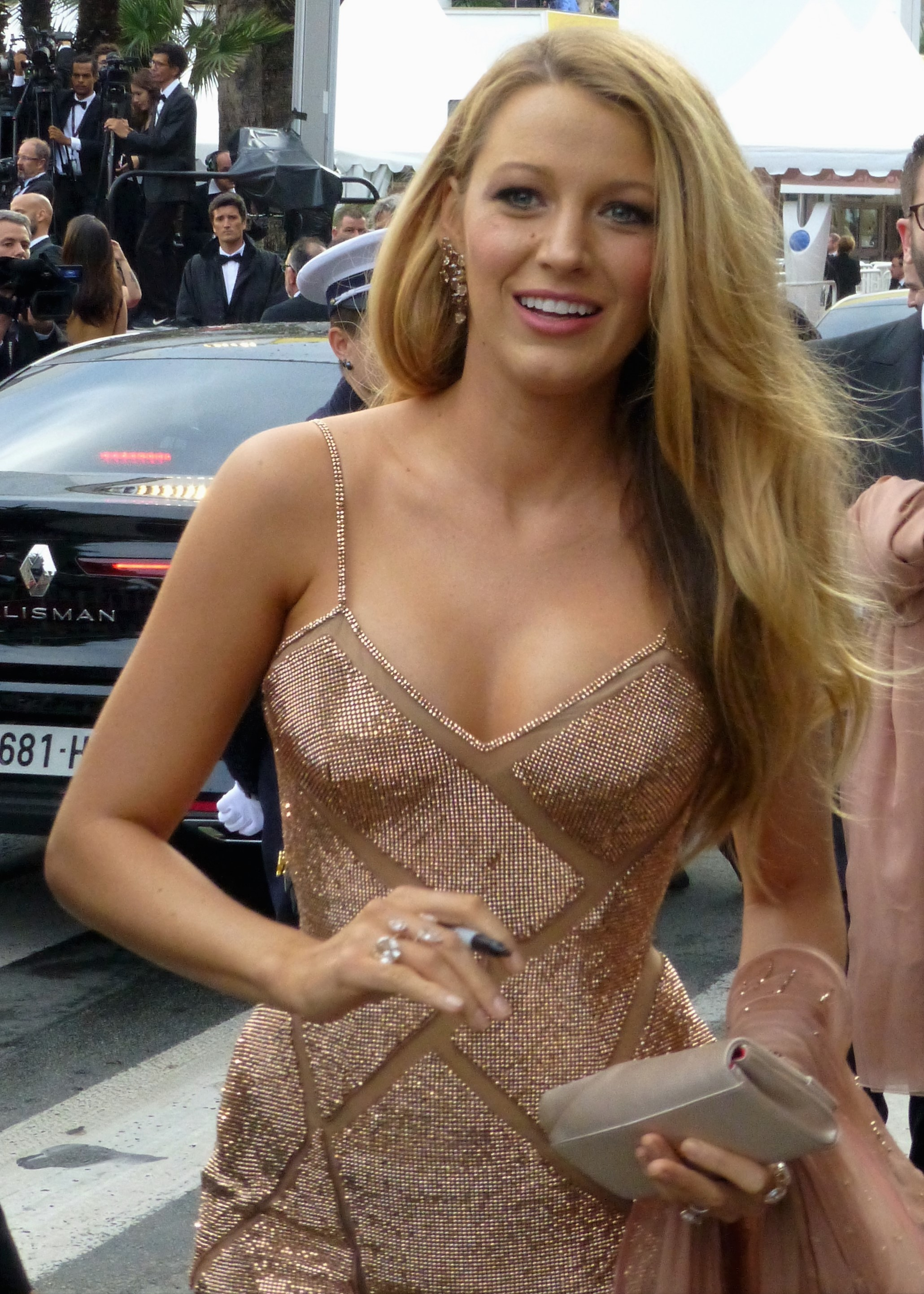
Blake Lively a Canes el 2016

A més de Dogpool, sorgeixen a la pel·lícula un gran nombre de dobles de Deadpool d'altres dimensions (alguns interpretats per membres de la família de Ryan Reynolds i d'altres amb un lligam amb el seu club de futbol, el Wrexham A.F.C o el País de Gal·les) com araː
- Nicepool, una versió pacífica del mercenari interpretada pel mateix Ryan Reynolds.
- Lady Deadpool (Wanda Wilson), personificada per l'actriu Blake Lively, muller de Ryan Reynolds.
- Welshpool, un Deadpool gal·lès, encarnat pel futbolista del Wrexham A.F.C. Paul Mullin.
- Kidpool i Babypool, interpretats respectivament pels fills de l'actor principal, Inez i Olin Reynolds.
- Headpool, amb la veu de l'actor canadenc Nathan Fillion.
- Cowboypool, interpretat per Matthew McConaughey.
- Canadapool personificat pel doble d'acció de Ryan Reynolds, Alex Kyshkovych.
- Dancepool protagonitzat pel doble de ball de Deadpool, Nick Pauley.
- Deadpool 2099, Roninpool, Zenpool, Scotpool, Cupidpool...

### Altres personatges
- Jon Favreau com a Happy Hogan.
- Matthew Macfadyen com a Paradox, un agent de la TVA.
- Wunmi Mosaku com a Caçadora B-15.
- Henry Cavill hi interpreta una versió dimensional de Wolverine anomenada "Cavillrine".